# Maschalodesme
Maschalodesme es un género con dos especies de plantas fanerógamas perteneciente a la familia de las rubiáceas. 
Es nativa de Nueva Guinea.

## Especies
- Maschalodesme arborea K.Schum. & Lauterb. (1900).
- Maschalodesme versteegii (Valeton) Ridsdale (1972 publ. 1973).